# Еліу Веддер
Еліу (Ілайхью) Веддер (англ. Elihu Vedder; 26 лютого 1836, Нью-Йорк — 29 січня 1923, Рим) — американський художник-символіст, майстер стінопису, книжковий ілюстратор.
Веддер знаний своїми настінними фресками у будівлі Бібліотеки конгресу США, ілюстраціями до розкішно оформленого опублікованого у США видання віршів Омара Хаяма та численними олійними картинами.